# Hans Ernst Hess
Hans Ernst Hess (Berna, 1920-2009) fue un micólogo, botánico, profesor, y taxónomo suizo, habiendo desarrollado actividades académicas y científicas, como profesor de botánica especial en la Escuela Politécnica Federal de Zúrich.

## Algunas publicaciones

### Libros
- h.e. Heß, e. Landolt, r. & Hirzel, R. 1970. Flora der Schweiz und angrenzender Gebiete, v. 2: Nymphaeaceae bis Primulaceae. Ilustró Rosmarie Hirzel, 956 p. Birkhäuser, Basel & Stuttgart.

- hans ernst Hess. Vorlesung Farne und Blütenpflanzen, v. 2 de Spezielle Biologie, 4ª ed. de Verlag der Fachvereine an d. Schweizer. Hochsch. u. Techniken, 315 p. 1986

- hans ernst Hess, elias Landolt, rosmarie Müller-Hirzel, matthias Baltisberger. 2010. Bestimmungsschlüssel zur Flora der Schweiz und angrenzender Gebiete. Ed. ilustrada × Springer-Verlag, 679 p. ISBN 3764377178 ISBN 9783764377175

- La abreviatura «Hess» se emplea para indicar a Hans Ernst Hess como autoridad en la descripción y clasificación científica de los vegetales.[1]